# Cokoh Betung
Cokoh Betung is een bestuurslaag in het regentschap Kaur van de provincie Bengkulu, Indonesië. Cokoh Betung telt 390 inwoners (volkstelling 2010).